# العصر الكمبري
الكمبري أو الكامبري (باللاتينية: Cambrian)، وهو أول العصور الستة من حقبة الحياة القديمة ودهر البشائر، امتد من 538.8  ± 0.6 إلى 486.85  ± 1.5 مليون سنة مضت، لمدة 51.95 مليون سنة تقريبا. تعتبر أقسامه وقاعدته الزمنية غير ثابتة، وقد تأسس هذا العصر (كـ«النسائق الكمبرية») بواسطة العالم الجيولوجي آدم سيدجويك، الذي أطلق عليها هذا الاسم نسبة إلى العثور على حفريات في منطقة كمبريا (Cambria)، الاسم اللاتيني لويلز، حيث الصخور الكمبرية البريطانية. يتميز الكمبري بالرواسب الأحفورية الكثيفة الغير عادية. وهذه الأماكن محفوظة بشكل طبيعي، حيث احتفظت بأجزاء لكائنات حية صغيرة و'لينة' وكذلك أصدافها الصلبة. وهذا يعني أن فهمنا لبيولوجيا عصر الكمبري يفوق بعض العصور التالية له.
يتصف الكمبري بالتغير العميق في الحياة على الأرض؛ حيث أنه قبل هذ العصر كانت عموم الكائنات الحية صغيرة، ووحيدة الخلية وبسيطة. مثل شارنية الاستثنائية لعصر ما قبل الكمبري. أصبحت الكائنات متعددة الخلايا معقدة بشكل تدريجي وأكثر شيوعا خلال ملايين السنين التي سبقت الكمبري مباشرة، ولكنها حتى هذا العصر لم تتحجر وتصبح شائعة. يسمى هذا التنوع السريع لأشكال الحياة في الكمبري باسم الانفجار الكمبري، الذي نتجت عنه أول أشكال الشعب الحديثة المتعددة، ودعم تحليل النشوء والتطور الرؤية التي حدثت خلال التشعع في الكمبري، تطورت المتازوا (الحيوانات) بشكل أحادي من سلف واحد مشترك: الطلائعيات السوطية المستعمرة على غرار السوطيات الطوقية.
في الوقت الذي ازدهرت فيه أشكال الحياة المتنوعة في المحيطات، بالمقابل يعتقد أن الأرض كانت قاحلة - لا يوجد فيها أكثر من عقد لقشرة التربة الميكروبية وعدد قليل من الرخويات التي ظهرت لتقتات على الأغشية الحيوية الميكروبية. وربما كانت معظم القارات جافة وصخرية لقلة الغطاء النباتي. وتحيط البحار الضحلة حدود عدد من القارات التي تكونت جراء تفكك القارة العملاقة بانوتيا. كانت البحار دافئة نسبيا، وكان الجليد القطبي غير موجود في هذه الفترة.
كانت درجة الحرارة خلال الكمبري دافئة بمتوسط يصل إلى 21 درجة مئوية، ونسبة الأكسجين في الجو 12.5%، كما وصل تركيز ثاني أكسيد الكربون في الجو نحو 4500 جزء في المليون جزء وهذا أعلى نحو 16 مرة من تركيزه في عصرنا الحديث قبيل الثورة الصناعية.

## الأقسام الفرعية
يلي الكمبري عصر الإدياكاري ويسبقه عصر الأوردوفيشي. وينقسم إلى أربع فترات (نسق) وعشرة أحْيان (مرحلة). حاليًا لم تتم تسمية إلا ثلاثة انساق وستة مراحل ولديها نقطة مرجعية متفق عليها دوليًا (GSSP).
بما أن التقسيم الطبقي الدولي لم يكتمل بعد، فإنه لا تزال العديد من التقسيمات الفرعية المحلية تستخدم بشكل واسع. وفي بعض هذه التقسيمات الفرعية، ينقسم الكمبري إلى ثلاث أنساق (فترات) بأسماء محلية مختلفة:
| العصر      | الفترة      | المرحلة     | أهم الأحداث | البداية (م.س.مضت) |
| ---------- | ----------- | ----------- | --- | ----------------- |
| الأوردفيشي | المبكر      | التريمادوشي | أحدث | أحدث              |
| الكمبري    | الفورونجي   | المرحلة 10  | - أحداث جيولوجية: تناقص تدريجي في تكون جبال بيترمان في القارة الاسترالية (550 - 535 مليون سنة مظت). تكون جبال روس في القارة القطبية الجنوبية. نشوء جبال ديلاميرا (حوالي 514-490 مليون سنة مظت) في القارة الأسترالية. انفصلت بعض التضاريس الصغيرة عن غندوانا. كانت مستويات ثاني أكسيد الكربون في الغلاف الجوي تعادل تقريبا 15 ضعف ما هي عليه في وقتنا الحاضر (الهولوسيني) (6,000 جزء لكل مليون مقارنة باليوم 400 جزء لكل مليون). - أحداث حيوية : تنوع كبير في الحياة (تظهر الحفريات بشكل رئيسي ثنائيات التناظر) في الانفجار الكمبري مع زيادة مستويات الأكسجين. تعددت الأحافير؛ وظهور معظم الشعب الحيوان الحديثة (بما في ذلك المفصليات والرخويات والحلقيات وشوكيات الجلد ونصف الحبليات والحبليات). كثرة القدحيات القديمة الإسفنجية التي تبني الشعاب المرجانية؛ ثم تلاشت، حلت محلها الستروماتوليتات، ولكنها سرعان ما وقعت فريسة للثورة النباتية، عندما بدأت بعض الحيوانات في الحفر عبر الحصائر الميكروبية (مما أثر على بعض الحيوانات الأخرى أيضًا). ظهور وانتشار ارتيوبودا (بما في ذلك ثلاثيات الفصوص)، والديدان القضيبية، وعضديات الأرجل اللا مفصليّة، والهيوليثانات، والحيوانات الحزازية، والجرابتوليتات، وشوكيات الجلد الخماسية (مثل البلاستوزوا، والزنابقيات، وشوكيات الجلد الهائمات)، والعديد من الحيوانات الأخرى. هيمنة شعاعيات الأسنان المفترسة والعملاقة، بينا انقرض العديد من حيوانات العصر الإدياكاري. تنوع سريع للقشريات والرخويات. إستمرت بدائيات النوى، والطلائعيات (مثل المنخربات)، والفطريات والطحالب إلى يومنا هذا. ظهور الفقاريات من الحبليات السابقة. بدأت مفصليات الأرجل والنباتات الجنينية في استعمار الأرض. حدثت ثلاثة انقراضات منذ 517 و502 و488 مليون سنة، أدى الأول والأخير منها إلى القضاء على العديد من شعاعيات الأسنان، والمفصليات، والهيوليثيات، وعضديات الأرجل، والرخويات، ومخروطيات الأسنان (الفقاريات عديمة الفك المبكرة). | ≈491              |
| الكمبري    | الفورونجي   | الجيانغشاني | - أحداث جيولوجية: تناقص تدريجي في تكون جبال بيترمان في القارة الاسترالية (550 - 535 مليون سنة مظت). تكون جبال روس في القارة القطبية الجنوبية. نشوء جبال ديلاميرا (حوالي 514-490 مليون سنة مظت) في القارة الأسترالية. انفصلت بعض التضاريس الصغيرة عن غندوانا. كانت مستويات ثاني أكسيد الكربون في الغلاف الجوي تعادل تقريبا 15 ضعف ما هي عليه في وقتنا الحاضر (الهولوسيني) (6,000 جزء لكل مليون مقارنة باليوم 400 جزء لكل مليون). - أحداث حيوية : تنوع كبير في الحياة (تظهر الحفريات بشكل رئيسي ثنائيات التناظر) في الانفجار الكمبري مع زيادة مستويات الأكسجين. تعددت الأحافير؛ وظهور معظم الشعب الحيوان الحديثة (بما في ذلك المفصليات والرخويات والحلقيات وشوكيات الجلد ونصف الحبليات والحبليات). كثرة القدحيات القديمة الإسفنجية التي تبني الشعاب المرجانية؛ ثم تلاشت، حلت محلها الستروماتوليتات، ولكنها سرعان ما وقعت فريسة للثورة النباتية، عندما بدأت بعض الحيوانات في الحفر عبر الحصائر الميكروبية (مما أثر على بعض الحيوانات الأخرى أيضًا). ظهور وانتشار ارتيوبودا (بما في ذلك ثلاثيات الفصوص)، والديدان القضيبية، وعضديات الأرجل اللا مفصليّة، والهيوليثانات، والحيوانات الحزازية، والجرابتوليتات، وشوكيات الجلد الخماسية (مثل البلاستوزوا، والزنابقيات، وشوكيات الجلد الهائمات)، والعديد من الحيوانات الأخرى. هيمنة شعاعيات الأسنان المفترسة والعملاقة، بينا انقرض العديد من حيوانات العصر الإدياكاري. تنوع سريع للقشريات والرخويات. إستمرت بدائيات النوى، والطلائعيات (مثل المنخربات)، والفطريات والطحالب إلى يومنا هذا. ظهور الفقاريات من الحبليات السابقة. بدأت مفصليات الأرجل والنباتات الجنينية في استعمار الأرض. حدثت ثلاثة انقراضات منذ 517 و502 و488 مليون سنة، أدى الأول والأخير منها إلى القضاء على العديد من شعاعيات الأسنان، والمفصليات، والهيوليثيات، وعضديات الأرجل، والرخويات، ومخروطيات الأسنان (الفقاريات عديمة الفك المبكرة). | ≈494.2            |
| الكمبري    | الفورونجي   | البايبي     | - أحداث جيولوجية: تناقص تدريجي في تكون جبال بيترمان في القارة الاسترالية (550 - 535 مليون سنة مظت). تكون جبال روس في القارة القطبية الجنوبية. نشوء جبال ديلاميرا (حوالي 514-490 مليون سنة مظت) في القارة الأسترالية. انفصلت بعض التضاريس الصغيرة عن غندوانا. كانت مستويات ثاني أكسيد الكربون في الغلاف الجوي تعادل تقريبا 15 ضعف ما هي عليه في وقتنا الحاضر (الهولوسيني) (6,000 جزء لكل مليون مقارنة باليوم 400 جزء لكل مليون). - أحداث حيوية : تنوع كبير في الحياة (تظهر الحفريات بشكل رئيسي ثنائيات التناظر) في الانفجار الكمبري مع زيادة مستويات الأكسجين. تعددت الأحافير؛ وظهور معظم الشعب الحيوان الحديثة (بما في ذلك المفصليات والرخويات والحلقيات وشوكيات الجلد ونصف الحبليات والحبليات). كثرة القدحيات القديمة الإسفنجية التي تبني الشعاب المرجانية؛ ثم تلاشت، حلت محلها الستروماتوليتات، ولكنها سرعان ما وقعت فريسة للثورة النباتية، عندما بدأت بعض الحيوانات في الحفر عبر الحصائر الميكروبية (مما أثر على بعض الحيوانات الأخرى أيضًا). ظهور وانتشار ارتيوبودا (بما في ذلك ثلاثيات الفصوص)، والديدان القضيبية، وعضديات الأرجل اللا مفصليّة، والهيوليثانات، والحيوانات الحزازية، والجرابتوليتات، وشوكيات الجلد الخماسية (مثل البلاستوزوا، والزنابقيات، وشوكيات الجلد الهائمات)، والعديد من الحيوانات الأخرى. هيمنة شعاعيات الأسنان المفترسة والعملاقة، بينا انقرض العديد من حيوانات العصر الإدياكاري. تنوع سريع للقشريات والرخويات. إستمرت بدائيات النوى، والطلائعيات (مثل المنخربات)، والفطريات والطحالب إلى يومنا هذا. ظهور الفقاريات من الحبليات السابقة. بدأت مفصليات الأرجل والنباتات الجنينية في استعمار الأرض. حدثت ثلاثة انقراضات منذ 517 و502 و488 مليون سنة، أدى الأول والأخير منها إلى القضاء على العديد من شعاعيات الأسنان، والمفصليات، والهيوليثيات، وعضديات الأرجل، والرخويات، ومخروطيات الأسنان (الفقاريات عديمة الفك المبكرة). | ≈497              |
| الكمبري    | المياولينغي | الغوزانجي   | - أحداث جيولوجية: تناقص تدريجي في تكون جبال بيترمان في القارة الاسترالية (550 - 535 مليون سنة مظت). تكون جبال روس في القارة القطبية الجنوبية. نشوء جبال ديلاميرا (حوالي 514-490 مليون سنة مظت) في القارة الأسترالية. انفصلت بعض التضاريس الصغيرة عن غندوانا. كانت مستويات ثاني أكسيد الكربون في الغلاف الجوي تعادل تقريبا 15 ضعف ما هي عليه في وقتنا الحاضر (الهولوسيني) (6,000 جزء لكل مليون مقارنة باليوم 400 جزء لكل مليون). - أحداث حيوية : تنوع كبير في الحياة (تظهر الحفريات بشكل رئيسي ثنائيات التناظر) في الانفجار الكمبري مع زيادة مستويات الأكسجين. تعددت الأحافير؛ وظهور معظم الشعب الحيوان الحديثة (بما في ذلك المفصليات والرخويات والحلقيات وشوكيات الجلد ونصف الحبليات والحبليات). كثرة القدحيات القديمة الإسفنجية التي تبني الشعاب المرجانية؛ ثم تلاشت، حلت محلها الستروماتوليتات، ولكنها سرعان ما وقعت فريسة للثورة النباتية، عندما بدأت بعض الحيوانات في الحفر عبر الحصائر الميكروبية (مما أثر على بعض الحيوانات الأخرى أيضًا). ظهور وانتشار ارتيوبودا (بما في ذلك ثلاثيات الفصوص)، والديدان القضيبية، وعضديات الأرجل اللا مفصليّة، والهيوليثانات، والحيوانات الحزازية، والجرابتوليتات، وشوكيات الجلد الخماسية (مثل البلاستوزوا، والزنابقيات، وشوكيات الجلد الهائمات)، والعديد من الحيوانات الأخرى. هيمنة شعاعيات الأسنان المفترسة والعملاقة، بينا انقرض العديد من حيوانات العصر الإدياكاري. تنوع سريع للقشريات والرخويات. إستمرت بدائيات النوى، والطلائعيات (مثل المنخربات)، والفطريات والطحالب إلى يومنا هذا. ظهور الفقاريات من الحبليات السابقة. بدأت مفصليات الأرجل والنباتات الجنينية في استعمار الأرض. حدثت ثلاثة انقراضات منذ 517 و502 و488 مليون سنة، أدى الأول والأخير منها إلى القضاء على العديد من شعاعيات الأسنان، والمفصليات، والهيوليثيات، وعضديات الأرجل، والرخويات، ومخروطيات الأسنان (الفقاريات عديمة الفك المبكرة). | ≈500.5            |
| الكمبري    | المياولينغي | الدرومي     | - أحداث جيولوجية: تناقص تدريجي في تكون جبال بيترمان في القارة الاسترالية (550 - 535 مليون سنة مظت). تكون جبال روس في القارة القطبية الجنوبية. نشوء جبال ديلاميرا (حوالي 514-490 مليون سنة مظت) في القارة الأسترالية. انفصلت بعض التضاريس الصغيرة عن غندوانا. كانت مستويات ثاني أكسيد الكربون في الغلاف الجوي تعادل تقريبا 15 ضعف ما هي عليه في وقتنا الحاضر (الهولوسيني) (6,000 جزء لكل مليون مقارنة باليوم 400 جزء لكل مليون). - أحداث حيوية : تنوع كبير في الحياة (تظهر الحفريات بشكل رئيسي ثنائيات التناظر) في الانفجار الكمبري مع زيادة مستويات الأكسجين. تعددت الأحافير؛ وظهور معظم الشعب الحيوان الحديثة (بما في ذلك المفصليات والرخويات والحلقيات وشوكيات الجلد ونصف الحبليات والحبليات). كثرة القدحيات القديمة الإسفنجية التي تبني الشعاب المرجانية؛ ثم تلاشت، حلت محلها الستروماتوليتات، ولكنها سرعان ما وقعت فريسة للثورة النباتية، عندما بدأت بعض الحيوانات في الحفر عبر الحصائر الميكروبية (مما أثر على بعض الحيوانات الأخرى أيضًا). ظهور وانتشار ارتيوبودا (بما في ذلك ثلاثيات الفصوص)، والديدان القضيبية، وعضديات الأرجل اللا مفصليّة، والهيوليثانات، والحيوانات الحزازية، والجرابتوليتات، وشوكيات الجلد الخماسية (مثل البلاستوزوا، والزنابقيات، وشوكيات الجلد الهائمات)، والعديد من الحيوانات الأخرى. هيمنة شعاعيات الأسنان المفترسة والعملاقة، بينا انقرض العديد من حيوانات العصر الإدياكاري. تنوع سريع للقشريات والرخويات. إستمرت بدائيات النوى، والطلائعيات (مثل المنخربات)، والفطريات والطحالب إلى يومنا هذا. ظهور الفقاريات من الحبليات السابقة. بدأت مفصليات الأرجل والنباتات الجنينية في استعمار الأرض. حدثت ثلاثة انقراضات منذ 517 و502 و488 مليون سنة، أدى الأول والأخير منها إلى القضاء على العديد من شعاعيات الأسنان، والمفصليات، والهيوليثيات، وعضديات الأرجل، والرخويات، ومخروطيات الأسنان (الفقاريات عديمة الفك المبكرة). | ≈504.5            |
| الكمبري    | المياولينغي | الوليوي     | - أحداث جيولوجية: تناقص تدريجي في تكون جبال بيترمان في القارة الاسترالية (550 - 535 مليون سنة مظت). تكون جبال روس في القارة القطبية الجنوبية. نشوء جبال ديلاميرا (حوالي 514-490 مليون سنة مظت) في القارة الأسترالية. انفصلت بعض التضاريس الصغيرة عن غندوانا. كانت مستويات ثاني أكسيد الكربون في الغلاف الجوي تعادل تقريبا 15 ضعف ما هي عليه في وقتنا الحاضر (الهولوسيني) (6,000 جزء لكل مليون مقارنة باليوم 400 جزء لكل مليون). - أحداث حيوية : تنوع كبير في الحياة (تظهر الحفريات بشكل رئيسي ثنائيات التناظر) في الانفجار الكمبري مع زيادة مستويات الأكسجين. تعددت الأحافير؛ وظهور معظم الشعب الحيوان الحديثة (بما في ذلك المفصليات والرخويات والحلقيات وشوكيات الجلد ونصف الحبليات والحبليات). كثرة القدحيات القديمة الإسفنجية التي تبني الشعاب المرجانية؛ ثم تلاشت، حلت محلها الستروماتوليتات، ولكنها سرعان ما وقعت فريسة للثورة النباتية، عندما بدأت بعض الحيوانات في الحفر عبر الحصائر الميكروبية (مما أثر على بعض الحيوانات الأخرى أيضًا). ظهور وانتشار ارتيوبودا (بما في ذلك ثلاثيات الفصوص)، والديدان القضيبية، وعضديات الأرجل اللا مفصليّة، والهيوليثانات، والحيوانات الحزازية، والجرابتوليتات، وشوكيات الجلد الخماسية (مثل البلاستوزوا، والزنابقيات، وشوكيات الجلد الهائمات)، والعديد من الحيوانات الأخرى. هيمنة شعاعيات الأسنان المفترسة والعملاقة، بينا انقرض العديد من حيوانات العصر الإدياكاري. تنوع سريع للقشريات والرخويات. إستمرت بدائيات النوى، والطلائعيات (مثل المنخربات)، والفطريات والطحالب إلى يومنا هذا. ظهور الفقاريات من الحبليات السابقة. بدأت مفصليات الأرجل والنباتات الجنينية في استعمار الأرض. حدثت ثلاثة انقراضات منذ 517 و502 و488 مليون سنة، أدى الأول والأخير منها إلى القضاء على العديد من شعاعيات الأسنان، والمفصليات، والهيوليثيات، وعضديات الأرجل، والرخويات، ومخروطيات الأسنان (الفقاريات عديمة الفك المبكرة). | ≈506.5            |
| الكمبري    | النسق 2     | المرحلة 4   | - أحداث جيولوجية: تناقص تدريجي في تكون جبال بيترمان في القارة الاسترالية (550 - 535 مليون سنة مظت). تكون جبال روس في القارة القطبية الجنوبية. نشوء جبال ديلاميرا (حوالي 514-490 مليون سنة مظت) في القارة الأسترالية. انفصلت بعض التضاريس الصغيرة عن غندوانا. كانت مستويات ثاني أكسيد الكربون في الغلاف الجوي تعادل تقريبا 15 ضعف ما هي عليه في وقتنا الحاضر (الهولوسيني) (6,000 جزء لكل مليون مقارنة باليوم 400 جزء لكل مليون). - أحداث حيوية : تنوع كبير في الحياة (تظهر الحفريات بشكل رئيسي ثنائيات التناظر) في الانفجار الكمبري مع زيادة مستويات الأكسجين. تعددت الأحافير؛ وظهور معظم الشعب الحيوان الحديثة (بما في ذلك المفصليات والرخويات والحلقيات وشوكيات الجلد ونصف الحبليات والحبليات). كثرة القدحيات القديمة الإسفنجية التي تبني الشعاب المرجانية؛ ثم تلاشت، حلت محلها الستروماتوليتات، ولكنها سرعان ما وقعت فريسة للثورة النباتية، عندما بدأت بعض الحيوانات في الحفر عبر الحصائر الميكروبية (مما أثر على بعض الحيوانات الأخرى أيضًا). ظهور وانتشار ارتيوبودا (بما في ذلك ثلاثيات الفصوص)، والديدان القضيبية، وعضديات الأرجل اللا مفصليّة، والهيوليثانات، والحيوانات الحزازية، والجرابتوليتات، وشوكيات الجلد الخماسية (مثل البلاستوزوا، والزنابقيات، وشوكيات الجلد الهائمات)، والعديد من الحيوانات الأخرى. هيمنة شعاعيات الأسنان المفترسة والعملاقة، بينا انقرض العديد من حيوانات العصر الإدياكاري. تنوع سريع للقشريات والرخويات. إستمرت بدائيات النوى، والطلائعيات (مثل المنخربات)، والفطريات والطحالب إلى يومنا هذا. ظهور الفقاريات من الحبليات السابقة. بدأت مفصليات الأرجل والنباتات الجنينية في استعمار الأرض. حدثت ثلاثة انقراضات منذ 517 و502 و488 مليون سنة، أدى الأول والأخير منها إلى القضاء على العديد من شعاعيات الأسنان، والمفصليات، والهيوليثيات، وعضديات الأرجل، والرخويات، ومخروطيات الأسنان (الفقاريات عديمة الفك المبكرة). | ≈514.5            |
| الكمبري    | النسق 2     | المرحلة 3   | - أحداث جيولوجية: تناقص تدريجي في تكون جبال بيترمان في القارة الاسترالية (550 - 535 مليون سنة مظت). تكون جبال روس في القارة القطبية الجنوبية. نشوء جبال ديلاميرا (حوالي 514-490 مليون سنة مظت) في القارة الأسترالية. انفصلت بعض التضاريس الصغيرة عن غندوانا. كانت مستويات ثاني أكسيد الكربون في الغلاف الجوي تعادل تقريبا 15 ضعف ما هي عليه في وقتنا الحاضر (الهولوسيني) (6,000 جزء لكل مليون مقارنة باليوم 400 جزء لكل مليون). - أحداث حيوية : تنوع كبير في الحياة (تظهر الحفريات بشكل رئيسي ثنائيات التناظر) في الانفجار الكمبري مع زيادة مستويات الأكسجين. تعددت الأحافير؛ وظهور معظم الشعب الحيوان الحديثة (بما في ذلك المفصليات والرخويات والحلقيات وشوكيات الجلد ونصف الحبليات والحبليات). كثرة القدحيات القديمة الإسفنجية التي تبني الشعاب المرجانية؛ ثم تلاشت، حلت محلها الستروماتوليتات، ولكنها سرعان ما وقعت فريسة للثورة النباتية، عندما بدأت بعض الحيوانات في الحفر عبر الحصائر الميكروبية (مما أثر على بعض الحيوانات الأخرى أيضًا). ظهور وانتشار ارتيوبودا (بما في ذلك ثلاثيات الفصوص)، والديدان القضيبية، وعضديات الأرجل اللا مفصليّة، والهيوليثانات، والحيوانات الحزازية، والجرابتوليتات، وشوكيات الجلد الخماسية (مثل البلاستوزوا، والزنابقيات، وشوكيات الجلد الهائمات)، والعديد من الحيوانات الأخرى. هيمنة شعاعيات الأسنان المفترسة والعملاقة، بينا انقرض العديد من حيوانات العصر الإدياكاري. تنوع سريع للقشريات والرخويات. إستمرت بدائيات النوى، والطلائعيات (مثل المنخربات)، والفطريات والطحالب إلى يومنا هذا. ظهور الفقاريات من الحبليات السابقة. بدأت مفصليات الأرجل والنباتات الجنينية في استعمار الأرض. حدثت ثلاثة انقراضات منذ 517 و502 و488 مليون سنة، أدى الأول والأخير منها إلى القضاء على العديد من شعاعيات الأسنان، والمفصليات، والهيوليثيات، وعضديات الأرجل، والرخويات، ومخروطيات الأسنان (الفقاريات عديمة الفك المبكرة). | ≈521              |
| الكمبري    | التيرينيفي  | المرحلة 2   | - أحداث جيولوجية: تناقص تدريجي في تكون جبال بيترمان في القارة الاسترالية (550 - 535 مليون سنة مظت). تكون جبال روس في القارة القطبية الجنوبية. نشوء جبال ديلاميرا (حوالي 514-490 مليون سنة مظت) في القارة الأسترالية. انفصلت بعض التضاريس الصغيرة عن غندوانا. كانت مستويات ثاني أكسيد الكربون في الغلاف الجوي تعادل تقريبا 15 ضعف ما هي عليه في وقتنا الحاضر (الهولوسيني) (6,000 جزء لكل مليون مقارنة باليوم 400 جزء لكل مليون). - أحداث حيوية : تنوع كبير في الحياة (تظهر الحفريات بشكل رئيسي ثنائيات التناظر) في الانفجار الكمبري مع زيادة مستويات الأكسجين. تعددت الأحافير؛ وظهور معظم الشعب الحيوان الحديثة (بما في ذلك المفصليات والرخويات والحلقيات وشوكيات الجلد ونصف الحبليات والحبليات). كثرة القدحيات القديمة الإسفنجية التي تبني الشعاب المرجانية؛ ثم تلاشت، حلت محلها الستروماتوليتات، ولكنها سرعان ما وقعت فريسة للثورة النباتية، عندما بدأت بعض الحيوانات في الحفر عبر الحصائر الميكروبية (مما أثر على بعض الحيوانات الأخرى أيضًا). ظهور وانتشار ارتيوبودا (بما في ذلك ثلاثيات الفصوص)، والديدان القضيبية، وعضديات الأرجل اللا مفصليّة، والهيوليثانات، والحيوانات الحزازية، والجرابتوليتات، وشوكيات الجلد الخماسية (مثل البلاستوزوا، والزنابقيات، وشوكيات الجلد الهائمات)، والعديد من الحيوانات الأخرى. هيمنة شعاعيات الأسنان المفترسة والعملاقة، بينا انقرض العديد من حيوانات العصر الإدياكاري. تنوع سريع للقشريات والرخويات. إستمرت بدائيات النوى، والطلائعيات (مثل المنخربات)، والفطريات والطحالب إلى يومنا هذا. ظهور الفقاريات من الحبليات السابقة. بدأت مفصليات الأرجل والنباتات الجنينية في استعمار الأرض. حدثت ثلاثة انقراضات منذ 517 و502 و488 مليون سنة، أدى الأول والأخير منها إلى القضاء على العديد من شعاعيات الأسنان، والمفصليات، والهيوليثيات، وعضديات الأرجل، والرخويات، ومخروطيات الأسنان (الفقاريات عديمة الفك المبكرة). | ≈529              |
| الكمبري    | التيرينيفي  | الفورتوني   | - أحداث جيولوجية: تناقص تدريجي في تكون جبال بيترمان في القارة الاسترالية (550 - 535 مليون سنة مظت). تكون جبال روس في القارة القطبية الجنوبية. نشوء جبال ديلاميرا (حوالي 514-490 مليون سنة مظت) في القارة الأسترالية. انفصلت بعض التضاريس الصغيرة عن غندوانا. كانت مستويات ثاني أكسيد الكربون في الغلاف الجوي تعادل تقريبا 15 ضعف ما هي عليه في وقتنا الحاضر (الهولوسيني) (6,000 جزء لكل مليون مقارنة باليوم 400 جزء لكل مليون). - أحداث حيوية : تنوع كبير في الحياة (تظهر الحفريات بشكل رئيسي ثنائيات التناظر) في الانفجار الكمبري مع زيادة مستويات الأكسجين. تعددت الأحافير؛ وظهور معظم الشعب الحيوان الحديثة (بما في ذلك المفصليات والرخويات والحلقيات وشوكيات الجلد ونصف الحبليات والحبليات). كثرة القدحيات القديمة الإسفنجية التي تبني الشعاب المرجانية؛ ثم تلاشت، حلت محلها الستروماتوليتات، ولكنها سرعان ما وقعت فريسة للثورة النباتية، عندما بدأت بعض الحيوانات في الحفر عبر الحصائر الميكروبية (مما أثر على بعض الحيوانات الأخرى أيضًا). ظهور وانتشار ارتيوبودا (بما في ذلك ثلاثيات الفصوص)، والديدان القضيبية، وعضديات الأرجل اللا مفصليّة، والهيوليثانات، والحيوانات الحزازية، والجرابتوليتات، وشوكيات الجلد الخماسية (مثل البلاستوزوا، والزنابقيات، وشوكيات الجلد الهائمات)، والعديد من الحيوانات الأخرى. هيمنة شعاعيات الأسنان المفترسة والعملاقة، بينا انقرض العديد من حيوانات العصر الإدياكاري. تنوع سريع للقشريات والرخويات. إستمرت بدائيات النوى، والطلائعيات (مثل المنخربات)، والفطريات والطحالب إلى يومنا هذا. ظهور الفقاريات من الحبليات السابقة. بدأت مفصليات الأرجل والنباتات الجنينية في استعمار الأرض. حدثت ثلاثة انقراضات منذ 517 و502 و488 مليون سنة، أدى الأول والأخير منها إلى القضاء على العديد من شعاعيات الأسنان، والمفصليات، والهيوليثيات، وعضديات الأرجل، والرخويات، ومخروطيات الأسنان (الفقاريات عديمة الفك المبكرة). | 538.8 ± 0.6       |
| الإدياكاري | أقدم        | أقدم        | أقدم | أقدم              |

يشار إلى صخور من هذه الفترات بأنها تنتمي إلى الكمبري السفلي، أو الأوسط، أو الأعلى.

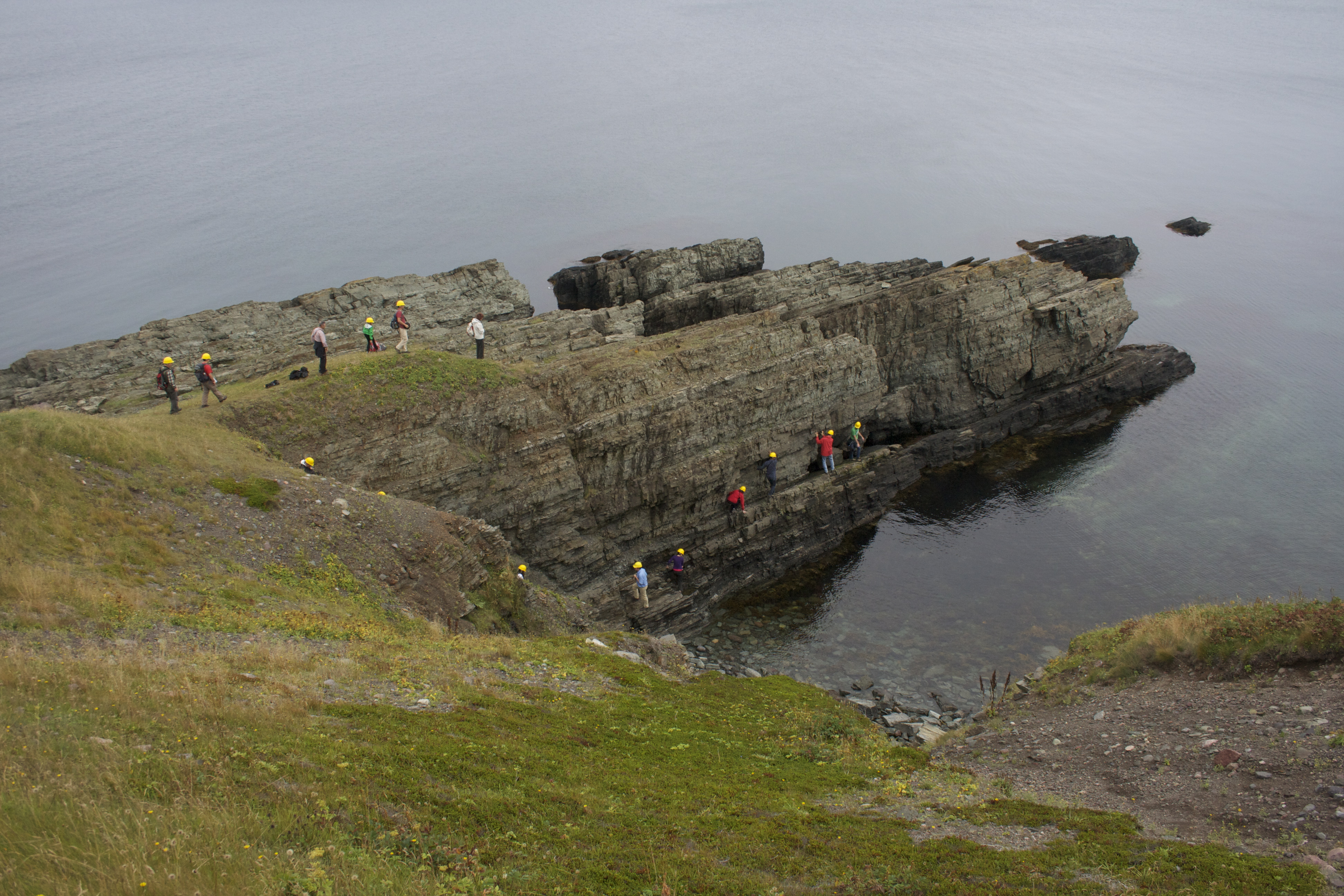
نقطة ومقطع طبقة الحدود العالمية (GSSP) لمرحلة الفورتوني، وبالتالي للكمبري، في فورتيون هيد (نيوفاوندلاند، كندا)
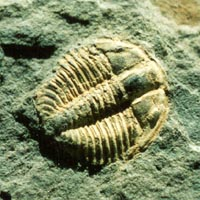
ثلاثية الفصوص (Holyoakia simpsoni).

## الطبقات
رغم التعرف الطويل لتميزه بين صخور الأوردوفيشي الأحدث وصخور ما قبل الكمبري الأقدم، إلا أنه لم يتم التصديق على نظام أو عصر الكمبري دوليا حتى عام 1994. تم تعريف قاعدة الكمبري على قمة مجاميع معقدة لآثار أحفورية تعرف باسم تجمع جحور تريبتكنوس (باللاتينية: Treptichnus pedum). لذلك فإن استخدام جحور «تريبتكنوس» كمرجع تتبع للحد السفلي من الكمبري صعب نظرًا لوجود آثار حفرية شبيهة تنتمي إلى مجموعة «تريبتكنايدس» (باللاتينية: Treptichnids) تحت «جحور تريبتكنوس» في ناميبيا، وإسبانيا ونيوفاوندلاند، واحتمال في غرب الولايات المتحدة الأمريكية. تتداخل النطاقات الطبقية لـ«جحور تريبتكنوس» مع نطاقات أحافير العصر الإدياكاري في ناميبيا، وربما في إسبانيا.

## تحديد تاريخ الكمبري

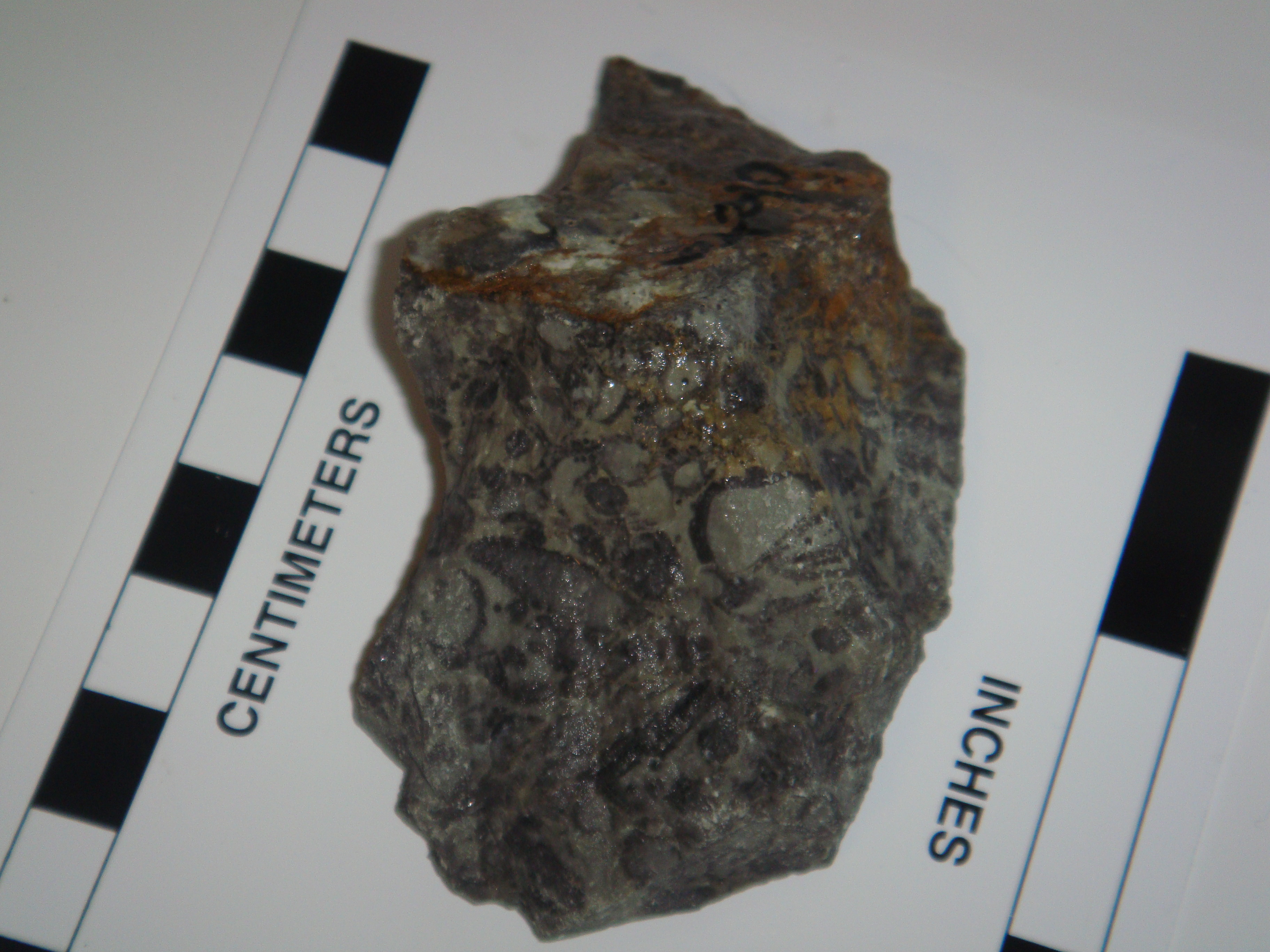
قدحيات قديمة من متكون بوليتا في منطقة وادي الموت

أدرجت اللجنة الدولية للطبقات الإستراتيجية عصر الكمبري منذ 538.8 وتنتهي عند 486.85 مليون سنة مضت.
تم تعريف الحدود الدنيا للكمبري في الأصل لتمثل أول ظهور للحياة المعقدة، ممثلة بثلاثيات الفصوص، وقد أدى التعرف على أحافير الحيوانات الصدفية الصغيرة قبل ظهور أولى ثلاثيات الفصوص، والحيويات الإدياكارية السابقة إلى دعوات لتعريف قاعدة محددة بدقة أكثر للكمبري.
بعد عقود من الدراسة الدقيقة، أصبح استقرار التسلسل الرسوبي المستمر في فرونت هيد، نيوفندلاند قاعدة رسمية للكمبري، والتي كانت مرتبطة بجميع أنحاء العالم خلال ظهور أقدم جحور للتريبتكنوس. وأدى اكتشاف هذه الحفرية على بعد أمتار قليلة من نقطة ومقطع طبقة الحدود العالمية الذي أدى إلى تحسين هذا الإعلان، وحاليا يستخدم تجمع الآثار الأحفورية لـ«جحور تريبتكنوس» بشكل رسمي لربط قاعدة الكمبري.
سمح هذا التعريف الرسمي بالحصول على تواريخ إشعاعية لعينات من جميع أنحاء العالم تتوافق مع قاعدة الكمبري. احرزت تواريخ قديمة بشكل سريع تقدر 570 مليون سنة مضت، بالرغم من أن الطرق المستخدمة للحصول على هذا الرقم تعتبر حاليا غير مناسبة وغير دقيقة. وفي عام 2004 تم تعريف تاريخ أكثر دقة باستخدام التأريخ الإشعاعي الحديث يعود إلى 541 ± 0.3 مليون سنة مضت. يتوافق الرماد الأفقي في سلطنة عمان الذي تم فيه تعريف هذا التاريخ بانخفاض الكربون-13 المرتبط بالانحرافات المثيلة لها في الأماكن الأخرى من العالم، وكذلك إلى اختفاء أحافير الإدياكاري المميزة (الكلودينا (الاسم العلمي: Cloudina) والناماكالاثوس (الاسم العلمي: Namacalathus)). ومع ذلك، فإن هناك حجج تزعم أن الأفق المؤرخ في عُمان لا يتوافق مع حدود الإدياكاري -الكمبري، ولكنه يمثل تغير سحنة لطبقات تبخر مهيمنة في البحر - وهذا يعني أن التواريخ للأقسام الأخرى تتراوح ما بين 544 أو 542 مليون سنة مضت، وهي أكثر ملائمة.

## الجغرافيا القديمة

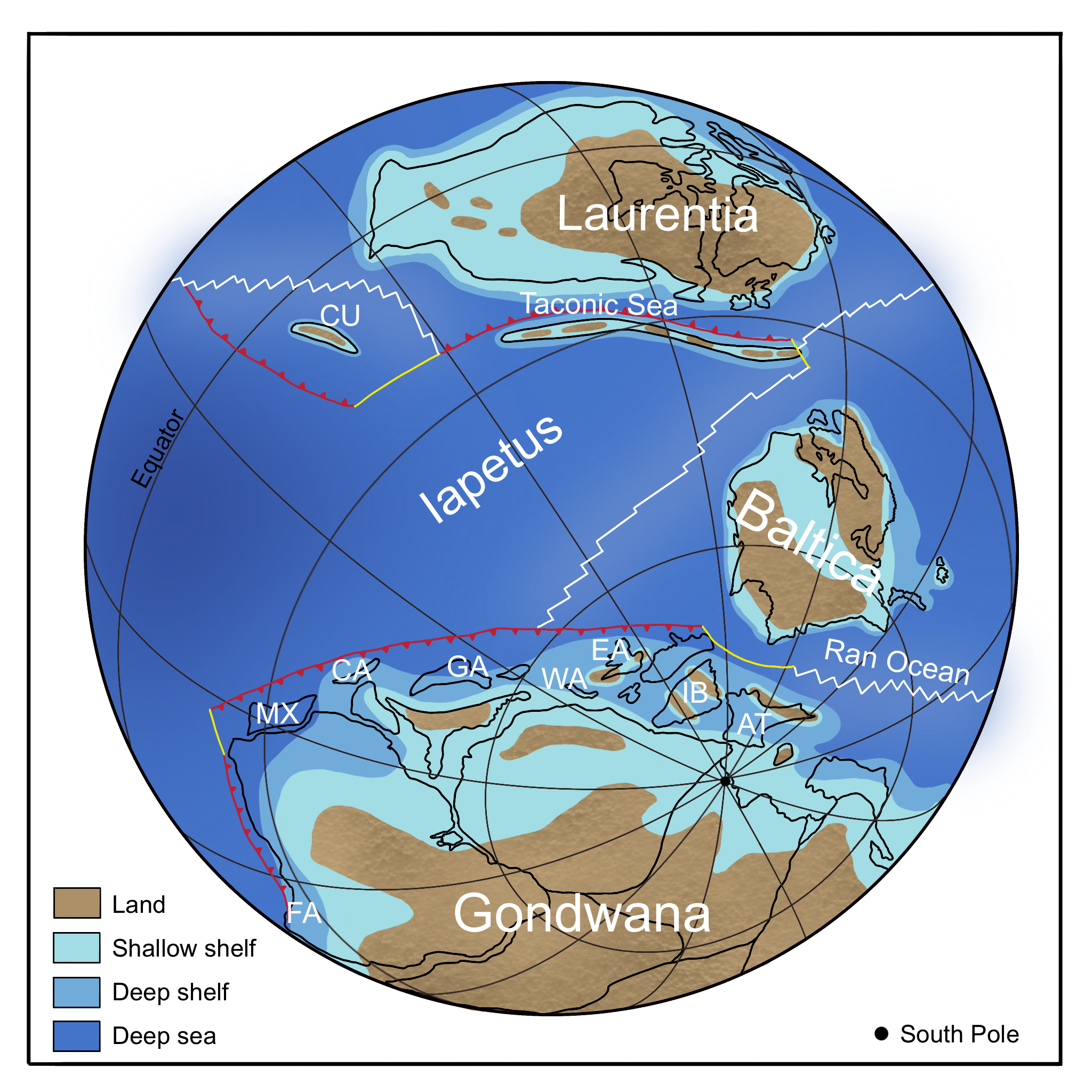
المواقع التقريبية لغوندوانا، ولورنتيا، وبالتكا في العصر الكامبري الأوسط (حوالي 500 مليون سنة). تشمل المناطق: أرموريكان، كارولينا، كويانيا، أفالونيا الشرقية والغربية، فاماتينا، غانديريا، إيبيريا، وكتلة ميكستيكا-أواكساكا. الحدود: أحمر (اندساس)، أبيض (ظهور)، أصفر (تحول).

يشير تجدد الصفائح القارية إلى وجود قارة عظمى يطلق عليها بانوتيا، وكانت عملية تفككها في بداية هذا العصر إلى لورنتيا (أمريكا الشمالية)، وبلطيقيا، وسيبيريا عن القارة العظمى الرئيسية غندوانا لتشكل يابسة معزولة. كانت معظم الأراضي القارية مجتمعة في نصف الكرة الجنوبي، لكنها كانت تنجرف شمالا. لكن يبدو أن الحركة الدورانية الكبيرة السرعة لغندوانا حدثت في فترة الكمبري المبكر.
كان مستوى سطح البحر عاليا بسبب ذوبان جليد البحر، مما أدى إلى غمر مساحات كبيرة من القارات بالبحار الضحلة الدافئة المثالية للحياة البحرية. وتبين تقلبت مستويات سطح البحار إلى أن هناك «عصور جليدية» أرتبطت مع تذبذب التمدد والتقلص للغطاء الجليدي في القطب الجنوبي.
وقد حول تجاوز البحر في بالتوسكانديا الكمبري السفلي من المساحات الشاسعة لبنبلين شبه الكمبري إلى بحر محلي.

## المناخ
خلال الكمبري المبكر كانت الأرض باردة بشكل عام، وقد يرجع السبب إلى أن قارة غندوانا القديمة كانت تغطي القطب الجنوبي وتقطع تيارات المحيط القطبي. ومع ذلك، فإن متوسط درجات الحرارة كان أعلى من اليوم بمقدار 7 درجات مئوية. يحتمل أنه لا تزال القمم الجليدية القطبية وسلسلة التجلد في مرحلة التعافي من الكرة الأرضية الثلجية المبكرة. وأصبح الجو أكثر دفئا في نهاية العصر؛ وانحسرت الكتل الجليدية واختفت في نهاية الكمبري، وارتفعت مستويات البحار بشكل كبير. واستمرت بهذا الشكل حتى العصر الأوردوفيشي.

## النباتات
بالرغم من وجود تنوع لنباتات بحرية مجهرية، إلا انه لم يكن يوجد في الكمبري أحافير معروفة لنباتات أرضية (جنينية). ومع ذلك، فقد تطورت الأغشية الحيوية والحصائر الميكروبية بشكل كبير في شواطئ ومسطحات المد والجزر قبل 500 مليون سنة، وكذلك كانت المجموعات المتنوعة من الطفيليات، والفطريات والميكروبات قد شكلت نظم بيئية ميكروبية أرضية، مقارنة مع القشرة التربية الحديثة في المناطق الصحراوية، التي ساهمت في تكوين التربة.

## الحياة في المحيطات
كانت معظم الحيوانات خلال الكمبري مائية. كان يُفترض أن تكون ثلاثيات الفصوص أحد الأشكال المنتشرة في ذلك الوقت، ولكن تبين أن هذا غير صحيح. كانت مفصليات الأرجل إلى حدا بعيد أكثر الحيوانات المهيمنة في المحيط، ولكن كانت ثلاثيات الفصوص جزءًا بسيطًا من تنوع المفصليات الكلي. وعلى ما يبدو أن سبب وفرتها كان درعها الثقيل المعزز بكربونات الكالسيوم (CaCO3)، والتي تحجرت بسهولة أكبر بكثير من الهياكل الخارجية الكيتينية الهشة للمفصليات الأخرى، مما ترك العديد من بقاياها محفوظة.
شهد هذا العصر تغيرا حادا في تنوع وتكون الغلاف الحيوي للأرض. تعرضت الحيويات الإديكارية لانقراض جماعي في بداية هذا العصر، والتي تتوافق مع زيادة وتعقيد في سلوك الاختباء بالجحور. وكان لهذا السلوك أثر عميق على الركيزة التي حولت النظم البيئية لقاع البحار. قبل الكمبري، كانت قيعان البحار مغطاة بالحصائر الميكروبية. وبنهاية هذا العصر، دمرت الحيوانات المختبئة بالحفر تلك الحصائر من خلال الاضطراب البيولوجي، وتحولت قيعان البحار تدريجيا إلى ما هي عليه اليوم.[بحاجة لتوضيح] ونتيجة لذلك، انقرض الكثير من الكائنات التي كانت تعتمد على الحصائر، بينما تكيفت الأنواع الأخرى مع التغير البيئي الذي قدم نمط حياتي جديد. في نفس الوقت تقريبا كان هناك ظهور سريع على ما يبدو تمثل كل الشعب المعدنية باستثناء الحزازيات الجماعيات التي ظهرت في الأردوفيشي المبكر. ومع ذلك، فإن العديد من هذه الشعب تمثلت بأشكال مجموعة جذعية فقط؛ وبما أن الشعب المعدنية لها أصول قاعية، فقد لا تكون ممثلا جيدًا للشعب الغير معدنية (الأكثر وفرة).

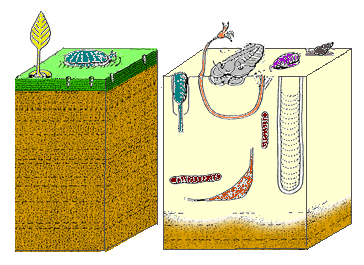
اختلافات قاع البحر قبل وبعد ثورة الركيزة في الكمبري.

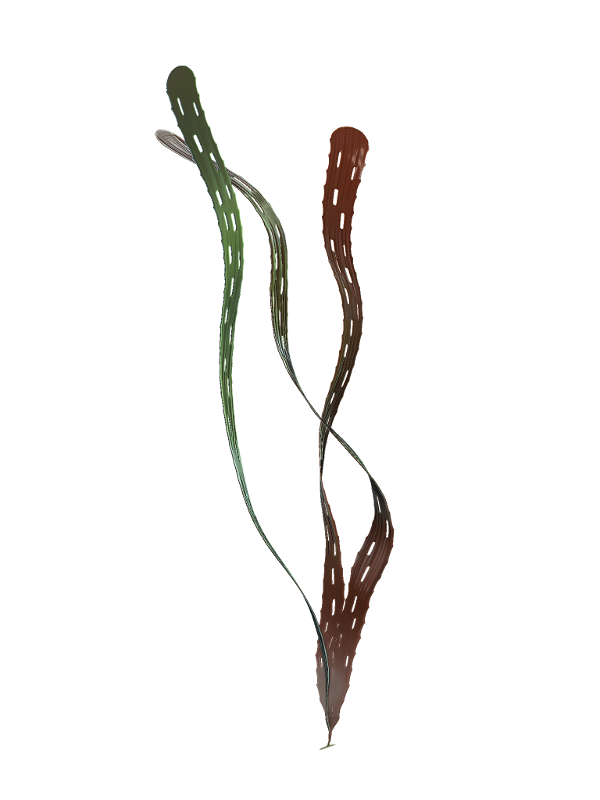
نموذج مصور للمارغريتيا دوروس من طفل برجس، التي كان يعتقد أنها طحالب خضراء. لكنها عرف عنها الآن أنها نصف حبليات.

ظهر في بداية الكمبري السفلي (538.8  ± 0.6 - ≈ 529 مليون سنة مضت) العديد من الكائنات الهيكلية الصغيرة، يطلق عليها اسم (الحيوانات الصدفية الصغيرة)، تم ربطها من الناحية الشكلية بكائنات العجلانيات العرفية لكنها لا تنتمي إلى هذه المجموعة؛ الكثير منها يشبه الرخويات، والبعض الآخر يشبه عضديات الأرجل، والبعض يشبه اللاسعات، إلخ. انها مجموعة متنوعة، ويوجد بينها ثنائيات التناظر. ويوجد أيضا جزء كبير شعب الحيوانات المعروفة حاليا مثل (الإسفنجيات الشوكية، وبقايا الرخويات البدائية، وكذلك أحفاد ثلاثيات الفصوص). تشعبت هذه المجموعة لتصبح كائنات حية كاملة في حقبة الحياة القديمة. كما يوجد في هذه الفترة أصنوفات مختلفة من شوكيات الجلد المنقرضة مثل: (Edrioasteroidea)، (Helicoplacus)، (Eocrinoidea)، (Homalozoa)، (Homostelea)، (Ctenocystoidea)، (Homoiostelea)، (Stylophora).
يعتبر الكمبري ثورة لظهور الهياكل العظمية، ربما بسبب التغيرات في كيمياء المحيطات (وقتها كانت القارات عند خط الاستواء، وكان المناخ حارا جدا مما سهل ترسيب الكربونات، وبالتالي قل التمثيل الغذائي). وأيضا ظهور حيوانات مفترسة جديدة، وأصبح هناك حاجة للهياكل لحماية الأنسجة الرخوة ولتسهيل الحركة. وعندها ظهرت الهياكل الخارجية الأولى (المتعددة العناصر) مثل الرخويات الدودية (الاسم العلمي: aplacophores) (تقع في قاع البحر عند عمق بين 18 و 6000 متر وهي مغطاة بشبكة جيرية) وعديدة الأصداف (الاسم العلمي: polyplacophores) (متراكبة الصفائح). واختفت هذه العناصر مع موت الكائنات الحية، وأدى ذلك إلى تراكم العناصر السائبة التي أصبحت جزءا من الرواسب.
وفي هذا العصر تم اكتشاف أحد أشهر الحيوانات في غرينلاند يطلق عليها الديدان المطوقة (الاسم العلمي: Halkieria)، وهي تمتلك أقدام عضلية، وصفائح بجانب اثنين من الصمامات (أمامي وخلفي)، وكان يعتقد أنها سلف عضديات الأرجل. هذه الخصائص المختلطة من الرخويات والحلقيات وعضديات الأرجل جعل منها أحافير إشكالية وذلك عندما يتعلق الأمر في العثور على السلالة. ويبدو أن بدائيات الهياكل العظمية قبل أن تكون أصداف صلبة، كانت قد تشكلت من قبل من عناصر جيرية صغيرة.
بينما الكمبري المبكر قد أظهر تنوع أطلق عليه الانفجار الكمبري، إلا أن هذا قد تغير فيما من هذا العصر عندما تعرضت لانخفاض حاد في التنوع البيولوجي. فقبل حوالي 515 مليون سنة، كان عدد الأنواع التي كانت ستنقرض قد تجاوز عدد الأنواع الجديدة التي تظهر. وبعد خمسة ملايين سنة، انخفض عدد الأجناس ذروة سابقة مقدارها حوالي 600 إلى 450 فقط. كما انخفض معدل الانتواع للعديد من المجموعات إلى ما بين خمس وثلث المستويات السابقة. وقبل 500 مليون سنة، انخفض مستوى الأكسجين بشكل كبير في المحيطات، مما أدى إلى عوز الأكسجين، وزاد مستوى كبريتيد الهيدروجين السام في نفس الوقت، وقد تسبب في انقراض آخر. كان النصف الأخير من الكمبري كان قاحلاً بشكل مدهش وكان دليلا على أحداث الانقراض السريع؛ والستروماتوليت التي حل مكانها إسفنجات بناء الشعاب المعروف باسم القدحيات القديمة، عادت مرة أخرى بعد أن انقرضت القدحيات القديمة. لم يتغير هذا الاتجاه الهبوطي حتى حلول حدث الأوردوفيشي العظيم للتنوع الحيوي.
جازفت بعض كائنات الكمبري الحية منتقلة إلى اليابسة، ونتج تتبع آثار أحفورية للبروتيكنتات (الاسم العلمي: Protichnites) والكليماكتيشنيتات (الاسم العلمي: Climactichnites). وتشير الأدلة الأحفورية أن الإيوثيكارسينويد (الاسم العلمي: euthycarcinoids)، ليست الا مجموعة منقرضة من المفصليات، ونتج على الأقل بعض من البروتيكنتات. لم يتم العثور على الآثار الاحفورية للكليماكتيشنيتات؛ ومع ذلك، فإن المسار الأحفوري يشير إلى وجود رخويات شبيهة البزاق كبيرة.
على عكس العصور اللاحقة، فإن حيوانات الكمبري كانت مقيدة إلى حد ما؛ فالكائنات العائمة كانت نادرة، وغالبيتها تعيش في قاع البحر أو بالقرب منه؛ وكانت حيوانات التمعدن اقل مما كانت عليه في العصور المقبلة، واحد الأسباب يعود إلى كيمياء المحيطات سلبية. طرق الحفظ للكمبري تعتبر فريدة، وبعضها حفظت أجزاء لأجسام رخوة أدت إلى وفرة المرسبات الأحفورية.

### التنوع البيولوجي لما بعد الإدياكاري
بعد العصر الإدياكاري الذي يعتبر آخر عصر لما قبل الكمبري، كان هناك تنوع سريع جدا للحيوانات البحرية ذات الهياكل العظمية الصلبة (أصداف أو هياكل خارجية)، ومنها ما يلي:
- القدحيات القديمة (مرشّحات عوالق): أشكال مخروطية ذات جدران مزدوجة تلتصق بالركيزة. تم تضمينها مع الإسفنجيات وكانت جزءا من الشعاب المرجانية العضوية الأولى المكون الرئيسي لهيكل الستروماتوليت والطحالب الجيرية. وقد انقرضت في بداية الكمبري الأوسط.
- عضديات الأرجل (مرشّحات عوالق): أوائل الغير متمفصلات، وأصبحت في الكمبري الأوسط متمفصلة.
- مخروطيات الأسنان: كائنات لافكية منقرضة تنتمي إلى الحبليات.
- شوكيات الجلد: تتمثل في مجموعة متنوعة من الطوائف، لكنها لا تشبه التي في زمننا الحالي.
- رخويات (آكلات الحتات، وعاشبة ومفترسة): شائعة جدا ولكنها صغيرة ومختلفة عن الحالية، لذلك الرخويات المتطورة ليست واضحة أو أنها غير موجودة. وهي تعتبر أسلاف الطوائف الحالية.
- صدفيات: مجموعة من المفصليات ثنائية الصدفة، تعيش حتى هذا اليوم.
- ثلاثية الفصوص: ذات تشعب تكيفي عظيم. معظم فصائلها في حقبة الحياة القديمة ظهرت في الكمبري.

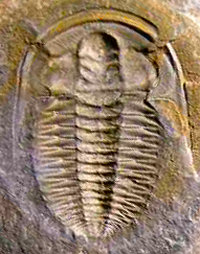
ايستانجيا بايلوباتا (الاسم العلمي: Estaingia bilobata) (ثلاثية الفصوص)
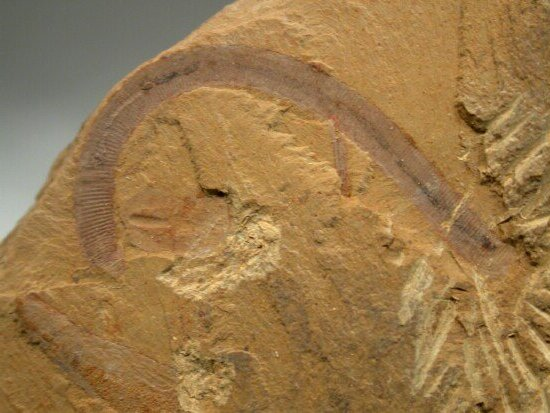
ديدان ماوتيانشانيا (الاسم العلمي: Maotianshania) (ديدان شعرية)
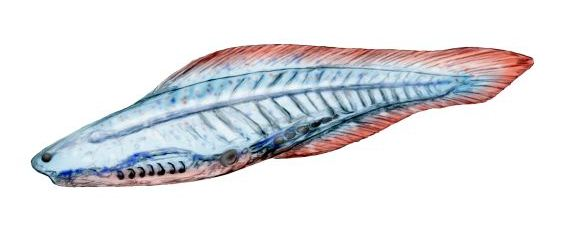
سمك هايكو (الاسم العلمي: Haikouichthys) (لافكيات)
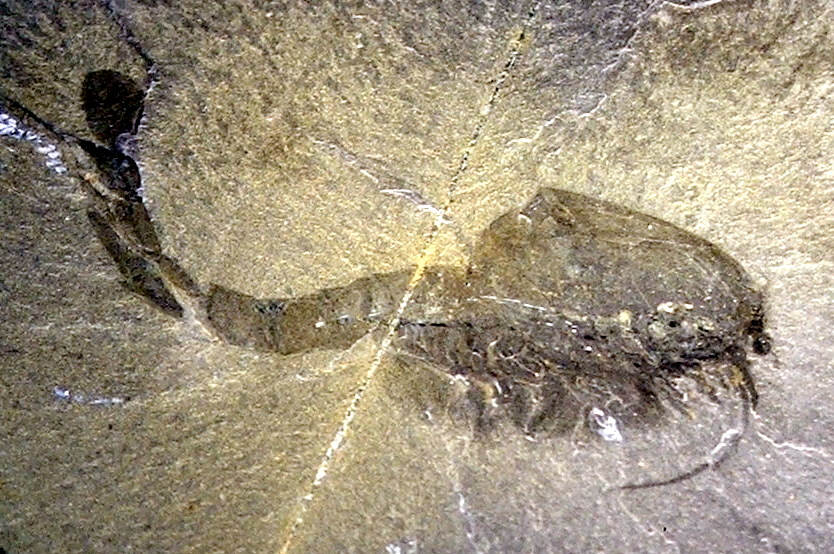
وابتيا (الاسم العلمي: Waptia) (قشريات)
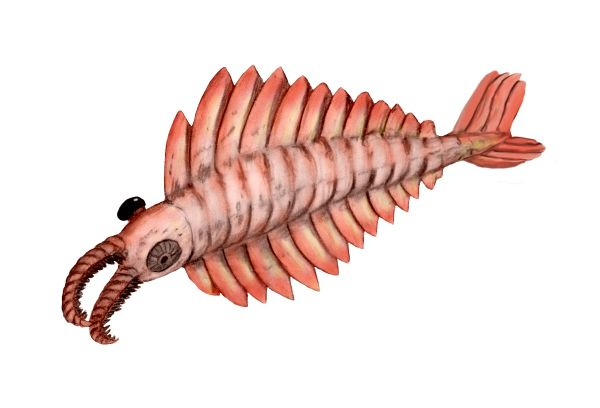
الروبيان الشاذ (الاسم العلمي: Anomalocaris).

في الكمبري الأوسط ظهرت حيوانات ذات أجسام لينة في موقع مهمة في منطقة طفل برجس في كولومبيا البريطانية (جبال روكي) مثل:
- المفصليات
- الحبليات البدائية
- الإسفنجيات
- أنواع مختلفة من الديدان
- مجموعات إشكالية منها عناصر من الحيويات الإدياكارية

ومن الأحافير الأخرى في ذلك الوقت: الهالوسيجينيا (الاسم العلمي: Hallucigenia)، وخنجريات الظهر (الاسم العلمي: Wiwaxia)، والبيكايا (الاسم العلمي: Pikaia) (تمثل الحبليات البدائية)، والغامضات المسننة (الاسم العلمي: Odontogriphus) وبقايا من القضيبيات.
في فبراير 2011، نشرت مجلة نيتشر وصف لكائنات ديانيا الصبارية الشكل (الاسم العلمي: Diania cactiformis)، وهي أحافير من الكمبري السفلي وتعتبر ذات أهمية كبيرة لأنها توضح زوائد مع هيكل مفصلية خارجية، والتي يمكن تكون نوع من أسلاف المفصليات.

### السلسلة الغذائية في الكمبري
يعتبر المنتج الرئيسي للغذاء الطحالب والبيوفيلمات في الوسط القاعي، العوالق النباتية التي يسيطر عليها الاكريتارك (الاسم العلمي: Acritarch) والعوالق الحيوانية التي تتكون من أشكال مشابهة لعضديات الأرجل الحالية. ويتشكل المستوى التالي من كل المجموعات العاشبة ومرشّحات عوالق كما سلف. أما المستوى العلوي الذي تشكله الحيوانات المفترسة يشمل:
- ديدان القضيبيات، وكثيرات الأشعار والمفصليات الموجودة في طفل برجس ولديها فكين متخصص للقتل أو المضغ.
- بعض ثلاثية الفصوص الصغيرة التي لديها فك سفلي.
- نوتويد (رأسيات القدم طولها يتراوح من 2 إلى 6 سنتيمترات، في الكمبري العلوي بالصين).

شكل ظهور الحيوانات المفترسة تغييرا في تركيب النظام البيئي. قد تكون الحيوانات الآكلة للحوم هي المسؤولة عن ظهور الهياكل العظمية كرد فعل دفاعي. وأيضا تقليل احتمال حفظ انطباع الأنسجة الرخوة، وهذا ما يفسر ندرة الأحافير في رواسب دهر البشائر.

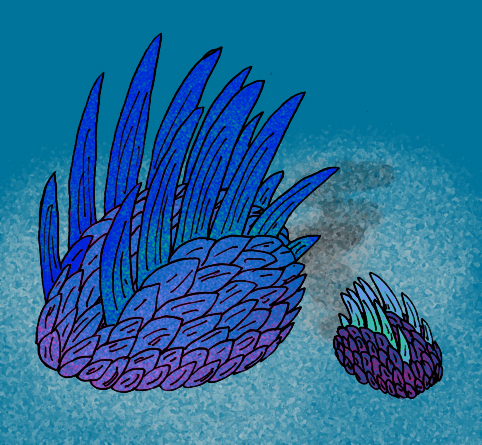
خنجريات الظهر (الاسم العلمي: Wiwaxia) (رخويات؟)
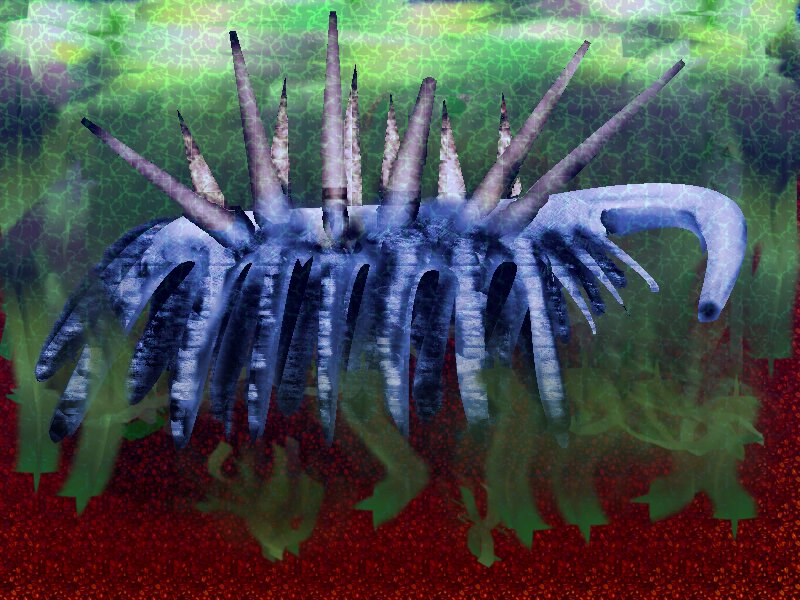
هالوسيجينيا (الاسم العلمي: Hallucigenia ) (حاملات المخالبa؟)
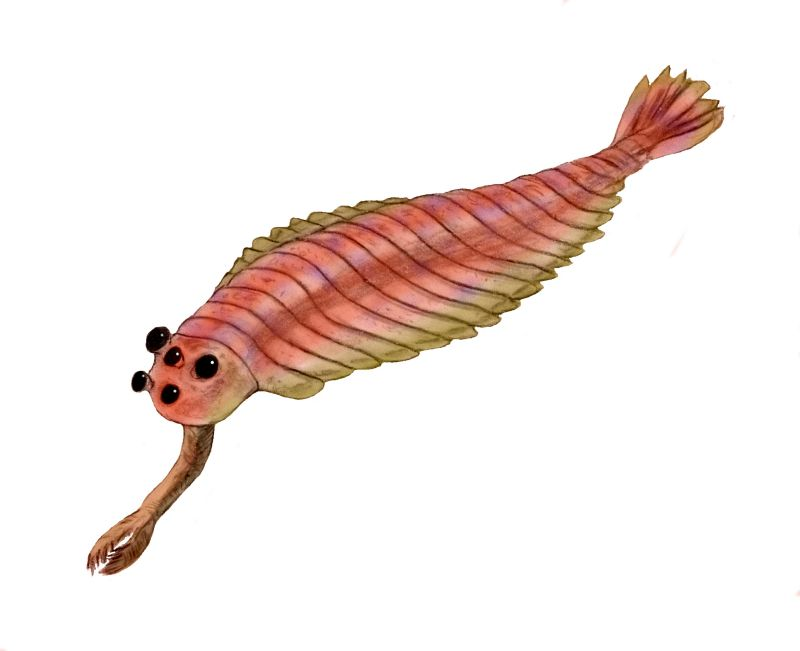
خمسيات العيون (الاسم العلمي: Opabinia)
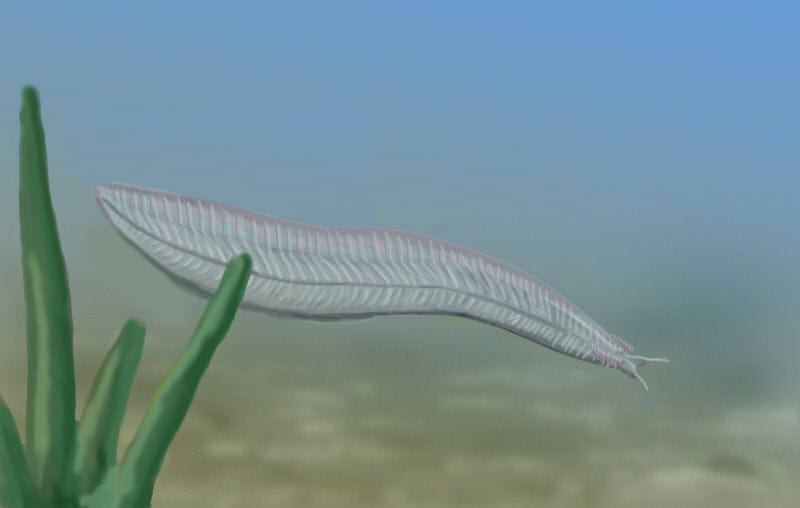
بيكايا (الاسم العلمي: Pikaia) (سلف من الفقاريات)

## انقراض الكمبري
- حدود الكمبري السفلى الأوسط: حدث انقراض جماعي أدى إلى مقتل القدحيات القديمة، وأثر على أعداد ثلاثيات الفصوص والاكريتارك. ويعتقد أن السبب يعود إلى التبريد العالمي والبراكين.
- نهاية الكمبري: عانت ثلاثيات الفصوص من موجة شديدة مرة أخرى، وعلى ما يبدو انه بسبب البرودة التي انعكست على انخفاض في وفرة الرواسب الجيرية.